# 谢尚
谢尚（308年—357年6月14日），字仁祖。东晋人，豫章太守谢鲲子，东晋太傅谢安从兄。精通音律，善舞蹈，工书法，尚清谈。历任江州刺史、尚书仆射，后进号镇西将军，累宦至散骑常侍，卫将军，并开府仪同三司。世称谢镇西。曾于北伐中得到传国玉玺，又于牛渚采石製为石磬，为江表钟石之始。

## 生平
永嘉元年（308年）出生，娶袁耽妹女正，年幼丧父，袭父爵咸亭侯。少有令名，八岁即被名士视为“一座之颜回”。又为王导所重，比之竹林七贤之一的王戎，时人谓谢尚为“小安丰”（王戎爵封安丰侯）。
初为黄门侍郎，后辍清贵职而转为建武将军、历阳太守、江夏相出镇一方。北伐时进号安西将军，但因不能安抚降将张遇而败，回朝降职为建威将军。此战谢尚虽败，却于其后自冉智处得到东晋皇朝丢失已久的玉玺，从而结束了东晋皇帝被称为“白板天子”的局面。继而破北将杨平，拜尚书仆射，都督江西淮南诸军事，后又加都督豫州扬州之五郡军事，自请留朝。后又进号为镇西将军，出镇寿阳。以病辞洛阳不镇，进都督豫、冀、幽、并四州军事，进封卫将军，加散骑常侍，诏未至而病笃卒于历阳。追赠卫将军，散骑常侍并开府仪同三司，谥号为简。

## 家族
属陈郡谢氏一族。为谢氏成为江左高门大族取得方镇实力。谢氏与琅琊王氏不同，不是曹魏旧臣望族，而是经谢鲲、谢尚、谢安、谢玄几代经营而成为大姓，自东晋至南朝二百余年都甚有影响。

## 成就
据《晋书》记载谢尚“善音乐，博综众艺”，在很多领域均有造诣及建树。

### 军事
北伐中使部将于冉智处夺得玉玺，使东晋朝廷免于“白板天子”之讥。并败北将杨干，回朝后加封给事中。
都督西部诸州军事，为陈郡谢氏一族首次取得方镇屏藩实力，淝水之战中谢玄部将刘牢之父刘建即为继谢尚职的从弟谢万旧将。都督豫、冀、幽、并四州军事后成为牵制桓温最重要的力量，曾拒桓温请督司州军事不就。被桓温赞为“入赞百揆，出蕃方司”。

### 音乐
《晋阳秋》载：“尚善音乐。”
谢尚善鸲鹆舞，裴启所著《语林》载谢镇西酒后于洛阳洒肆作鸲鹆舞，甚佳。王导曾当众要求谢尚为此舞：“闻君能为鸲鹆舞，一座倾想，宁有此理乎？”谢尚即起而为舞，王导令在座人击掌为节。
谢尚精各种乐器，桓温赞其企脚北窗下，弹琵琶，谓其有“天际真人想”。
又载谢尚在桓温阁下为豫州主簿时，桓温闻其善弹筝，便呼之取筝令弹，谢尚即理弦抚筝，因歌秋风，意气甚遒。桓温大以此知之。
王导曾言：“坚石挈脚枕琵琶，有天际想。”坚石是谢尚的小名。
出镇牛渚时，使人采石制为石磬，以为太乐。史载江表钟石，自尚始也。

### 文学
《隋书》载梁有卫将军《谢尚集》十卷录一卷，至唐时已亡至五卷，今已全部亡秩。
传至今的诗文有：乐府《大道曲》“青阳二三月，柳青桃复红。车马不相识，音落黄埃中。”《筝歌》残句“秋风意殊迫”。
《赠王彪之诗》残句“长杨荫清沼。游鱼戏绿波。”
有《谈赋》残句“斐斐舋舋，若有若无。理玄旨邈，辞简心虚。
另有表疏《全晋文》录之。

### 书法
善草书，但今已不传。宋苏轼曾见过谢尚手迹并于《东坡题跋》中有所述及。

### 清谈
曾参加永嘉丧乱后由王导主持的一次清谈，此次清谈被视为“正始之音”的再现。
著有《谈赋》述清谈云：“斐斐舋舋，若有若无。理玄旨邈，辞简心虚。”

## 佚事及典故
謝尚在世容貌出眾，似乎以吹笛能手及蓄妾調情知名，故有多則與此有關的軼事傳世。

### 俗說所录谢尚佚事
謝尚(字仁祖)的侍妾阿妃，有國色般美貌，且非常擅長吹笛。謝尚死後，阿妃立誓不改嫁。郗曇當時擔任北中郎將，用權勢設計，得到阿妃為妾。阿妃因此一生都沒和郗曇講話。

### 太平广记所录谢尚佚事
《太平广记》载谢尚佚事两则：一則是他心愛的馬突然死了，謝尚憂傷不已，就請自稱能與鬼言語的夏侯弘來看，夏侯弘說廟裏的神喜歡牠，將他牽走，不久將會復活。謝尚對著死馬坐一會兒，忽然看見馬從門外奔入，到馬的屍體上就消失了，而死馬也重新復活；第二則是說謝尚之所以無子嗣，是因爲謝尚年輕時曾和家裏的婢女私通，並發誓不再婚，但後來卻違背誓約，此婢女過世後告陰狀，致使謝尚終生無子。（谢尚有二女分适庚、殷两家）

### 世说新语所录谢尚佚事
《晋书》中已有所载的在此不述。
宋禕曾从绿珠处学笛，先归王敦，后属谢尚。謝尚曾問宋禕自己與大將軍王敦的差異？宋瑋回答說王與謝尚相比，就如同是鄉下人與貴人一樣。當時人認為「鎮西將軍謝尚容貌出眾」導致宋這樣回答。
陶侃临终时未作遗言交待，朝臣引之为恨，谢尚知道后说：“时无竖刁，故不贻陶公话言。”时人以为德言。

### 文学典故
桃红柳绿：出自谢尚所作乐府诗《大道曲》：“青阳二三月，柳青桃复红，车马不相识，音落黄埃中。”据《乐府广题》载，谢尚为镇西将军出镇寿阳时，曾于酒楼上据胡床衣紫罗襦弹琵琶作《大道曲》，往来路人都不知道他是位列三公，出镇一方的将军。
谢尚善吹笛，曾于牛渚月夜于江中吹笛以和袁宏咏史诗，《对韵全璧续编》有云：“牛渚矶头，谢尚细吹玉笛；含章檐下，寿阳初试梅妆。”将此事与寿阳公主始兴梅花妆并列。
史载谢尚善为鸲鹆舞，李白有诗《对雪醉後赠王历阳》云：“谢尚自能鸲鹆舞，相如免脱鹔鹴裘”。
牛渚怀谢亭、祠和亭，采石镇谢公祠、赏咏亭，此古今四座建筑均为纪念谢尚于牛渚采石之时发现并赏识了当时并不为人所知的寒士袁宏而建。李白有诗《夜泊牛渚怀古》：“登舟望秋月，空忆谢将军。余亦能高咏，斯人不可闻。”就是将自己比作袁宏,而叹息当世无如谢尚那样的名士能发现并赏识自己。

## 延伸阅读
[在维基数据编辑]
 在维基文库阅读此作者作品
 《晉書·卷079》，出自房玄齡《晉書》